# أزاد تبة (شيرنغ)
أزاد تبة (بالفارسية: آزادتپه) هي قرية تقع في إيران في قسم شیرنغ الریفي. يقدر عدد سكانها بـ 1,717 نسمة .